# Jiří Krkoška
Jiří Krkoška (* 2. března 1984) je bývalý český tenista. Ve dvouhře dosáhl na 758. místo v žebříčku a ve čtyřhře na 167. místo.

## Kariéra
Od roku 2006 se pravidelně začal účastnit profesionálních turnajů, především na úrovni ITF Future Tour. Více se specializoval čtyřhru, ve které v roce 2007 získal své první tři tituly a rok zakončil v první pětistovce světového žebříčku. V následujícím roce své postavení vylepšil dalšími deblovými tituly.
V roce 2009 začal hrát na turnajích ATP Challenger Tour, kde dosáhl menších úspěchů ve čtyřhře. Probojoval se do finále v Saint-Rémy-de-Provence. Tam po boku Lukáše Lacka porazil ve třech setech belgickou dvojici Ruben Bemelmans a Niels Desein a oslavil svůj první a zároveň poslední titul na challengeru. Díky dalším finálovým účastem v Taškentu a Bergamu se nadále posouval ve světovém žebříčku a v březnu 2010 dosáhl na 167. pozici ve čtyřhře. 
Svůj poslední zápas odehrál v září 2010 na challengeru v Trnavě. Po konci kariéry se věnuje převážně trénování mládeže.

## Vyhraná finále

### Čtyřhra
| Výsledek | datum         | Kategorie  | Turnaj                          | povrch | Partner     | soupeři ve finále            | Skóre            |
| -------- | ------------- | ---------- | ------------------------------- | ------ | ----------- | ---------------------------- | ---------------- |
| Výhra    | 12. září 2009 | Challenger | Saint-Rémy-de-Provence, Francie | Tvrdý  | Lukáš Lacko | Ruben Bemelmans Niels Desein | 6–1, 3–6, [10–3] |